# 4335 Verona
För andra betydelser, se Verona (olika betydelser).
4335 Verona eller 1983 VC7 är en asteroid i huvudbältet som upptäcktes den 1 november 1983 av Cavriana-observatoriet i Bologna. Den är uppkallad efter den italienska staden Verona.
Asteroiden har en diameter på ungefär 5 kilometer.